# 12 Heures de Sebring 1976
Navigation
Édition précédente Édition suivante
Les 12 Heures de Sebring 1976 sont la 24e édition de l'épreuve et la 2e manche du championnat IMSA GT 1976. Elles ont été remportées le 20 mars 1976 par la Porsche Carrera RSR no 14 pilotée par Al Holbert et Michael Keyser.

## Circuit

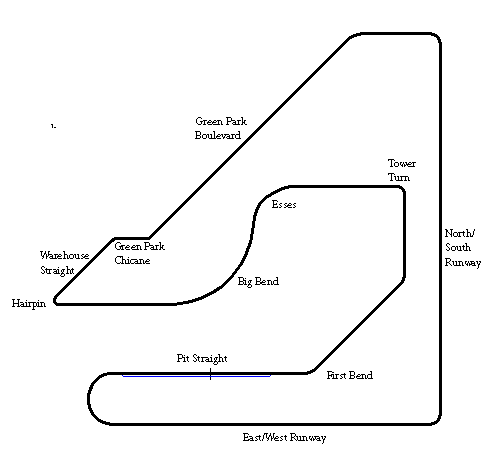
Le Sebring International Raceway, cadre des 12 Heures de Sebring 1976.

Les 12 Heures de Sebring 1976 se déroulent sur le Sebring International Raceway situé en Floride. Il est composé de deux longues lignes droites, séparées par des courbes rapides ainsi que quelques chicanes. Le tracé actuel diffère de celui de l'époque. Ce tracé a un grand passé historique car il est utilisé pour des courses automobiles depuis 1950. Ce circuit est célèbre car il a accueilli la Formule 1.

## Résultats
Voici le classement au terme de la course.
- Les vainqueurs de chaque catégorie sont signalés par un fond jauni. Il n’y a que deux catégories engagées, les GTO et les GTU.

| 1            | GTO | 14 | G. W. Dickinson Holbert Porsche-Audi | Al Holbert Michael Keyser                               | Porsche Carrera RSR | 230 |
| 2            | GTO | 11 | Dallas Heyser SL-1                   | John Gunn Carson Baird                                  | Porsche Carrera RSR | 228 |
| 3            | GTO | 30 | John McClelland                      | Roberto Quintanilla Roberto González                    | Porsche Carrera RSR | 227 |
| 4            | GTO | 56 | Spirit of Colorado Hagestad Porsche  | Bob Hagestad Jerry Jolly                                | Porsche Carrera RSR | 224 |
| 5            | GTO | 58 | Diego Febles Racing                  | Diego Febles Hiram Cruz                                 | Porsche Carrera     | 222 |
| 6            | GTO | 44 | Mauricio de Narváez                  | Mauricio de Narváez Albert Naon John Freyre             | Porsche Carrera     | 221 |
| 7            | GTO | 59 | BMW Motorsport North America         | Peter Gregg Hurley Haywood                              | BMW 3.0 CSL         | 217 |
| 8            | GTO | 61 | Brumos Porsche-Audi                  | Jim Busby Carl Shafer                                   | Porsche Carrera RSR | 210 |
| 9            | GTU | 67 | Havatampa Cigar                      | Dave White David McClain                                | Porsche 911S        | 209 |
| 10           | GTO | 92 | Oest-Tillson Racing                  | Dieter Oest Mike Tillson                                | Porsche Carrera     | 208 |
| 11           | GTO | 91 | Adams Apple                          | Juan-Carlos Bolanos Billy Sprowls Eduardo Lopez Negrete | Porsche Carrera RSR | 206 |
| 12           | GTU | 07 | Charles Mendez                       | Charles Mendez (de) Dave Cowart                         | Porsche 911T        | 206 |
| 13           | GTU | 50 | Motex Auto                           | Fritz Hochreuter Willy Goebbels Hans Berner             | Porsche 911S        | 200 |
| 14           | GTU | 51 | Max Dial Porsche-Audi                | Robert Kirby John Hotchkis Len Jones                    | Porsche 914/6       | 198 |
| 15           | GTO | 06 | Chitwood Racing                      | Tim Chitwood Vince Gimondo                              | Chevrolet Camaro    | 191 |
| 16           | GTU | 17 | Carlos Moran                         | Carlos Moran Bob Fine Enrique Molins                    | Porsche 911S        | 185 |
| 17           | GTO | 7  | Team Sebring Racing                  | Bob Gray Terry Keller                                   | Chevrolet Corvette  | 185 |
| 18           | GTO | 78 | Ignacio Gonzalez                     | Luis Sereix Ignacio Gonzalez Gus Robayna                | Chevrolet Camaro    | 178 |
| 19           | GTO | 86 | Hugh Kleinpeter                      | Hugh Kleinpeter Ron Goldleaf                            | De Tomaso Pantera   | 176 |
| 20           | GTU | 87 | R. Mandella                          | John Thomas Jim Cook                                    | Porsche 914/6       | 174 |
| 21           | GTO | 52 | Starbrite                            | John Tunstall Chuck Wade                                | Porsche Carrera RSR | 173 |
| 22           | GTU | 27 | Jack Refenning                       | Ray Mummery Jack Refenning George Van Arsdale           | Porsche 911S        | 170 |
| 23           | GTU | 90 | Ray Walle Mazda                      | Tom Reddy Tom Davey                                     | Mazda Cosmo         | 168 |
| 24           | GTU | 8  | Automobiles International            | Anatoly Arutunoff José Marina Jack May                  | Lotus Europa        | 162 |
| 25           | GTU | 3  | Bart Hartman                         | Bart Hartman Mark Domiteaux Donald Flores Tom Turner    | Austin Marina       | 159 |
| 26           | GTU | 38 | Paul Spruell                         | Paul Spruell Walter Johnston Jan Petersen               | Alfa Romeo Alfetta  | 158 |
| 27           | GTO | 15 | Garcia Brothers Racing               | Javier Garcia George Garcia                             | Chevrolet Corvette  | 157 |
| 28           | GTU | 5  | Richard Weiss                        | Raymond Gage John Emig Pedro Velasquez                  | Porsche 911S        | 150 |
| 29           | GTU | 54 | Spirit Racing                        | Hal Sahlman Steve Southard Alex Job                     | Porsche 914/6       | 141 |
| 30           | GTO | 81 | Dave Smith                           | Dave Smith Don Herman                                   | Chevrolet Corvette  | 139 |
| 31           | GTO | 82 | Tom Ross                             | Tom Ross Jim Weber                                      | Ford Mustang        | 138 |
| 32           | GTO | 41 | Jones Industries Racing              | Herb Jones Steve Faul                                   | Chevrolet Camaro    | 113 |
| 33           | GTO | 49 | Neil Potter                          | Neil Potter William Boyer                               | Ford Mustang        | 112 |
| 34           | GTU | 31 | Juan Montalvo                        | Juan Montalvo Jim Grob                                  | Ford Escort         | 102 |
| Abandons     |     |    |                                      |                                                         |                     |     |
| 35           | GTU | 77 | Bruce Jennings                       | Bruce Jennings Bob Beasley                              | Porsche 911S        | 195 |
| 36           | GTO | 72 | Bill Arnold                          | Bill Arnold Carl Thompson                               | Chevrolet Corvette  | 182 |
| 37           | GTO | 72 | Richard Bostyan                      | Jerry Thompson Richard Bostyan Donald Yenko             | Chevrolet Corvette  | 144 |
| 38           | GTU | 99 | George Shafer                        | George Shafer Al Crookston Dick Scott                   | Datsun 240Z         | 129 |
| 39           | GTU | 03 | Bavarian Motors                      | Alf Gebhardt Sepp Grinbold Bruno Beilcke                | BMW 2002            | 126 |
| 40           | GTU | 55 | Charles Kleinschmidt                 | Charles Kleinschmidt Jack Andrus                        | MGB GT              | 110 |
| 41           | GTU | 34 | George Drolsom                       | George Drolsom Bob Nagel                                | Porsche 911S        | 106 |
| 42           | GTO | 43 | Ecurie Escargot                      | John O’Steen Dave Helmick                               | Porsche Carrera RSR | 102 |
| 43           | GTU | 64 | Miller & Norburn                     | Nick Craw John Morton Joe Peacock                       | BMW 2002            | 102 |
| 44           | GTU | 22 | Tony Lilly                           | Tony Lilly Frank Marrs                                  | Lotus Europa        | 97  |
| 45           | GTO | 47 | Clay Young                           | Eddie Johnson Clay Young Gene Felton                    | Chevrolet Camaro    | 96  |
| 46           | GTU | 08 | Stiles Construction                  | Ron Oyler Ken Braun Guy Church                          | Renault R12         | 91  |
| 47           | GTO | 24 | BMW Motorsport North America         | David Hobbs Benny Parsons                               | BMW 3.0 CSL         | 90  |
| 48           | GTO | 68 | Mike Meldeau                         | Mike Meldeau Bill McDill                                | Chevrolet Camaro    | 79  |
| 49           | GTO | 21 | Richard Stone                        | Richard Stone Greg Gillingham Frank Fine                | Shelby GT350        | 78  |
| 50           | GTU | 42 | Bob Hindson Racing                   | Bob Hindson Frank Carney Dick Davenport                 | Porsche 911S        | 77  |
| 51           | GTO | 96 | Mike Williamson                      | Mike Williamson Lawrence Pleasants Charles Gano         | Chevrolet Camaro    | 74  |
| 52           | GTO | 97 | Jim Alspaugh                         | Jim Alspaugh Bill McVey                                 | Chevrolet Corvette  | 64  |
| 53           | GTO | 05 | Red Roof Inns Jim Trueman            | Jim Trueman Bobby Rahal                                 | Chevrolet Monza     | 63  |
| 54           | GTO | 12 | Paul Bowden Racing                   | Ford Smith Bennett Aiken                                | Chevrolet Camaro    | 62  |
| 55           | GTU | 60 | Rusty Bond                           | Rusty Bond Ren Tilton                                   | Porsche 911S        | 58  |
| 56           | GTU | 02 | Bill Scott                           | Bill Scott Milt Minter                                  | VW Scirocco         | 54  |
| 57           | GTO | 29 | Hoyt Overbagh                        | Bud Wamsley Guy Thomas                                  | Chevrolet Corvette  | 51  |
| 58           | GTO | 46 | Ahmed Valhuerdi                      | Manuel Quintana Luis Mendez Ahmed Valhuerdi             | Shelby GT350        | 50  |
| 59           | GTO | 73 | Howey Farms                          | David Crabtree Howey Farms                              | Chevrolet Corvette  | 47  |
| 60           | GTO | 39 | Wiley Doran                          | Wiley Doran Gary Belcher                                | Chevrolet Corvette  | 46  |
| 61           | GTO | 04 | Bill Nelson                          | Dale Kreider Stephen Bond                               | Pontiac Astre       | 46  |
| 62           | GTO | 18 | Terry Wolters                        | Terry Wolters Wayne Miller Joe Castellano               | Chevrolet Camaro    | 39  |
| 63           | GTO | 66 | Big Apple Racing Champale            | Stephen Behr Janet Guthrie                              | Chevrolet Monza     | 38  |
| 64           | GTO | 76 | Levitt Racing Spirit of Sebring      | John Greenwood Mike Brockman                            | Chevrolet Corvette  | 36  |
| 65           | GTU | 26 | Bonky Fernandez                      | Mandy Gonzalez Bonky Fernandez Mike Ramirez             | Lotus Elan          | 28  |
| 66           | GTU | 17 | Aubrey Bowles                        | Aubrey Bowles Fred Rose                                 | Porsche 911S        | 21  |
| 67           | GTO | 40 | Robert Shulnberg                     | Bud Sherk Robert Shulnberg Emory Donaldson              | Chevrolet Corvette  | 11  |
| 68           | GTU | 63 | Luis Mendez                          | Luis Mendez Tony Canahuate Rene Rodriguez               | BMW 2002            | 11  |
| 69           | GTO | 36 | Motorcito Racing                     | Tico Almeida Pepe Romero                                | Chevrolet Camaro    | 10  |
| 70           | GTU | 01 | William Frates                       | William Frates Craig Ross Spencer Buzbee                | Datsun 240Z         | 6   |
| 71           | GTO | 9  | Tony Ansley                          | Tony Ansley Ron Connelly                                | Chevrolet Corvette  | 6   |
| 72           | GTO | 79 | Don Nooe                             | Don Nooe Richard Gahn                                   | Shelby GT350        | 2   |
| 73           | GTO | 71 | Ralph Noseda                         | Ralph Noseda Richard Small                              | Chevrolet Camaro    | 1   |
| 74           | GTO | 33 | John Carusso                         | Dennis Stefl John Carusso                               | Chevrolet Corvette  | 1   |
| 75           | GTU | 75 | Skip Grenier                         | Skip Grenier Kevin Quigley Roger Ragland                | Mazda RX-2          | 1   |
| Non-partants |     |    |                                      |                                                         |                     |     |
| 76           | GTO | 2  | Harry Theodoracopulos                | Harry Theodoracopulos Michel Jourdain                   | Chevrolet Monza     |     |
| 77           | GTU | 4  | C.A.C.I.                             | Bob Bergstrom Bill Shaw Martin Palmer                   | Honda Civic         |     |
| 78           | GTO | 37 | Rick Mancuso                         | Irwin Jann Burt Greenwood Rick Mancuso                  | Chevrolet Corvette  |     |
| 79           | GTU | 83 | Jim Logan                            | Jim Logan Bobbie Johnson                                | BMW CSL             |     |
| 80           | GTO | 93 | J. E. Logan                          | Larry Flynn Larry Bock                                  | Chevrolet Camaro    |     |
| 81           | GTO | 95 |                                      | John Freyre Donald Yenko                                | Chevrolet Camaro    |     |